# Pseudacrotoxa appendicigera
Pseudacrotoxa appendicigera är en tvåvingeart som beskrevs av Erich Martin Hering 1941. Pseudacrotoxa appendicigera ingår i släktet Pseudacrotoxa och familjen borrflugor. Inga underarter finns listade i Catalogue of Life.